# Mirella R. Abrisqueta
Mirella R. Abrisqueta es una guionista española, productora audiovisual y directora de documentales, programas de televisión y películas. 

## Trayectoria
Se licenció en Comunicación Audiovisual por la Universidad de Navarra. En 2003 fundó la productora Sintregua Comunicación. Ha dirigido y producido numerosos documentales y programas de televisión. Es miembro de la Academia del Cine Aragonés y tesorera de la Asociación de Empresas Audiovisuales de Aragón.
En 2015 dirigió En ruta con la ciencia, un programa de ciencia para Aragón TV que recibió diversos premios y reconocimientos: Premio Nacional de Divulgación en Medicina de la Fundación Roch, Premio Tercer Milenio a la Divulgación, Premio a la Divulgación de la Sociedad de Amigos del Museo de Ciencias Naturales y una mención especial del Festival Internacional #Labmecrazy.
Abrisqueta fue finalista en el Festival de Cine de Zaragoza de 2020 con el documental La mujer que soñaba con números, que muestra una historia ficcionada de María Andresa Casamayor, matemática nacida hace 300 años en Zaragoza y autora de la primera obra científica que se conserva, escrita por una mujer, en España.
Es directora del documental El olvido del mar, sobre Odón de Buen (Zuera, Zaragoza), naturalista fundador de la oceanografía española, protagonizado por Carmelo Gómez y que empezó a rodarse en 2021.

## Filmografía

### Documentales
- 2006 – Cicatrices de piedra. La Guerra civil en Aragón. 45'.
- 2008 – La bolsa de Bielsa. El puerto de hielo. 55'.
- 2009 – Tras las Huellas de la vida primitiva. Seleccionado en varios festivales internacionales.[3]
- 2010 – Aragoneses en el infierno de los campos de concentración alemanes. 44'.
- 2018 – Zoel García de Galdeano. El legado. 30'.
- 2020 – La mujer que soñaba con números. 70'.
- 2022 – El olvido del mar.

### Televisión
- Lo tuyo es puro teatro.
- Bobinas.
- En ruta con la ciencia.
- Espiral (miniserie).

### Filmografía como guionista[8]
- 2006 – Cicatrices de piedra. La Guerra civil en Aragón.

- 2018 – Zoel García de Galdeano. El legado.

- 2020 – La mujer que soñaba con números.

## Reconocimientos
Premios Simón
| Año  | Categoría        | Película          | Resultado |
| ---- | ---------------- | ----------------- | --------- |
| 2023 | Mejor documental | El olvido del mar | Ganadora  |
| 2023 | Mejor dirección  | El olvido del mar | Nominada  |
| 2023 | Mejor guion      | El olvido del mar | Nominada  |

- Premio de la Asociación de la Prensa de Aragón en 2006.
- Premio del Festival Aragonés de Cine y Mujer por Bobinas.
- Premio Nacional de Divulgación en Medicina de la Fundación Roch por el programa de tv En ruta con la ciencia.
- Premio Tercer Milenio a la Divulgación 2015 por el programa de tv En ruta con la ciencia
- Premio a la Divulgación de la Sociedad de Amigos del Museo de Ciencias Naturales Sociedad por el programa de tv En ruta con la ciencia.
- Mención especial del Festival Internacional #Labmecrazy por el programa de tv En ruta con la ciencia.
- Premio Iniciativa Aragón del Festival Aragonés de Cine y Mujer por Bobinas y La bolsa de Bielsa.
- Premio al Mejor Documental SCIFE por Cicatrices de piedra.